# Susan Kelley
Susan Marie „Susie“ Kelley (* 1. November 1954 in Needham, Massachusetts) ist eine ehemalige US-amerikanische Eiskunstläuferin.
Kelley trat mit ihrem Eistanzpartner Andrew Stroukoff für den Skating Club of Boston an. Ihren ersten gemeinsamen Erfolg feierten sie 1975 mit dem Gewinn der Eastern Championship. Bei den nationalen Meisterschaften 1977 wurden sie Vizemeister im Eistanz, 1976 und 1978 wurden sie jeweils Dritte.
Kelley und Stroukoff traten außerdem bei den Eiskunstlauf-Weltmeisterschaften 1976 in Göteborg an und belegten Rang 18. Bei der Weltmeisterschaft 1977 in Tokio konnten sie sich auf Platz 12 verbessern. Des Weiteren traten sie bei den Olympischen Winterspielen 1976 in Innsbruck an. Im Eistanz erreichten sie dabei den 17. Platz.
Nach Beendigung ihrer aktiven Karriere arbeitete Kelley als Trainerin, häufig auch zusammen mit ihrem ehemaligen Partner Stroukoff.

## Ergebnisse

### Eistanz
(mit Andrew Stroukoff)
| Wettbewerb/Jahr                  | 1976 | 1977 | 1978 |
| -------------------------------- | ---- | ---- | ---- |
| Olympische Winterspiele          | 17.  |      |      |
| Weltmeisterschaften              | 18.  | 12.  |      |
| US-amerikanische Meisterschaften | 3.   | 2.   | 3.   |